# Acanthermia missionum
Acanthermia missionum là một loài bướm đêm trong họ Noctuidae.